# 索托亚米奥
索托亚米奥，是西班牙卡斯蒂利亚-莱昂莱昂省的一个市镇。 总面积69平方公里，总人口1083人（001年），人口密度16人/平方公里。